# Spoorlijn Saint-Dizier - Doulevant-le-Château
De Spoorlijn Saint-Dizier - Doulevant-le-Château was een Franse spoorlijn van Saint-Dizier naar Doulevant-le-Château. De inmiddels opgebroken lijn was in totaal 39,5 km lang en heeft als lijnnummer 018 000.

## Geschiedenis
Het gedeelte tussen Saint-Dizier en Wassy werd op 10 december 1868 door de Compagnie des chemins de fer de l'Est geopend. Het gedeelte tussen Wassy en Doulevant-le-Château werd geopend op 25 augustus 1881. Personenvervoer werd gestaakt op 1 mei 1952. Goederenvervoer op 31 maart 1991. Tussen 1994 en 2011 waren er toeristische ritten tussen Saint-Dizier en Brousseval. Hierna werd de lijn definitief gesloten en vervolgens opgebroken.

## Aansluitingen
In de volgende plaatsen is of was er een aansluiting op de volgende spoorlijnen:
Saint-Dizier
RFN 019 000, spoorlijn tussen Revigny en Saint-Dizier
RFN 020 000, spoorlijn tussen Blesme-Haussignémont en Chaumont
Éclaron
RFN 016 000, spoorlijn tussen Montier-en-Der en Éclaron
Wassy
RFN 015 000, spoorlijn tussen Jessains en Sorcy